# Matthijs Hardijk
Matthijs Hardijk (Hoogezand, 25 december 1997) is een Nederlands voetballer die als aanvaller voor HHC Hardenberg speelt.

## Carrière
Matthijs Hardijk speelde in de jeugd van VV Hoogezand en FC Groningen. In 2016 vertrok hij naar de amateurclub Harkemase Boys, waar hij één seizoen in de Derde divisie zaterdag speelde. In 2017 vertrok hij naar Jong AZ, wat in de Eerste divisie uitkomt. Hij debuteerde in het betaald voetbal op 18 augustus 2017, in de met 1-3 gewonnen uitwedstrijd tegen FC Den Bosch. Hardijk kwam in de 72e minuut in het veld voor Abdel Malek El Hasnaoui. Na één seizoen bij Jong AZ vertrok hij naar Jong FC Groningen, waarmee hij in de Derde divisie zaterdag speelde. Na een seizoen vertrok hij in 2019 bij Jong Groningen en sloot hij bij hoofdklasser ACV aan. Sinds 2020 speelt hij voor HHC Hardenberg.

### Statistieken
| Seizoen                       | Club              | Land           | Competitie     | Competitie | Competitie | Beker | Beker | Overig | Overig | Totaal | Totaal |
| Seizoen                       | Club              | Land           | Competitie     | Wed.       | Dlp.       | Wed.  | Dlp.  | Wed.   | Dlp.   | Wed.   | Dlp.   |
| ----------------------------- | ----------------- | -------------- | -------------- | ---------- | ---------- | ----- | ----- | ------ | ------ | ------ | ------ |
| 2016/17                       | Harkemase Boys    | Nederland      | Derde divisie  | 32         | 6          | 2     | 1     | 4      | 0      | 38     | 7      |
| 2017/18                       | Jong AZ           | Nederland      | Eerste divisie | 22         | 0          | –     | –     | –      | –      | 22     | 0      |
| 2018/19                       | Jong FC Groningen | Nederland      | Derde divisie  | 33         | 9          | –     | –     | –      | –      | 33     | 9      |
| 2019/20                       | ACV               | Nederland      | Hoofdklasse B  | 21         | 13         | –     | –     | –      | –      | 21     | 13     |
| 2020/21                       | HHC Hardenberg    | Nederland      | Tweede divisie | 6          | 0          | 1     | 0     | –      | –      | 7      | 0      |
| Carrièretotaal                | Carrièretotaal    | Carrièretotaal | Carrièretotaal | 114        | 28         | 3     | 1     | 4      | 0      | 121    | 29     |
| Bijgewerkt op 26 januari 2021 |                   |                |                |            |            |       |       |        |        |        |        |